# Транссибірський експрес (фільм, 1977)
«Транссибірський експрес» — радянський пригодницький художній фільм 1977 року. Другий фільм тетралогії про чекіста Чад'ярова. Попередній фільм — «Кінець отамана» (1970), наступні фільми — «Маньчжурський варіант» (1989) і «Хто ви, пане Ка?» (2010).

## Сюжет
Фільм відтворює події 1927 року, коли радянські чекісти запобігли вбивству великого японського підприємця Сайто, який їхав транссибірским експресом в Москву з наміром почати торговельні переговори з Радянським Союзом, і таким чином зірвали плани іноземної розвідки.

## У ролях
- Асаналі Ашимов —  «Веселий Фан» (Фан Ю Чунь\Чад'яров)  (озвучував Олександр Калягін)
- Костянтин Григор'єв —  журналіст Шнайдер
- Нонна Терентьєва —  мадам Олександра Тимофіївна Демидова
- Олег Табаков —  Федотов
- Мен Дон Ук —  пан Сайто
- Олег Лі —  Ісідо, охоронець Сайто і агент Федотова
- Наталія Арінбасарова —  Айжан
- Олег Відов —  Андрій, зв'язковий Чад'ярова
- Вадим Захарченко —  помічник Федотова
- Ніна Алісова —  артистка
- Артем Карапетян —  Луїджі, пасажир-італієць
- Герман Качин —  співробітник ОГПУ
- Олександр Яковлєв —  пасажир, який не має відношення до замаху
- Лаврентій Сон —  Ямагуті
- Сергій Фролов —  Шпазма
- Фелікс Яворський —  закадровий переклад казахських і японських діалогів

## Знімальна група
- Автори сценарію:  Олександр Адабаш'ян,  Микита Михалков
- Сценарій за участю  Андрій Михалков-Кончаловський
- Режисер: Ельдор Уразбаєв
- Другий режисер: Сергій Шафір і Ерік Бекмаханов. Ермек Шінарбаєв — асистент режисера.
- Оператор-постановник:  Вадим Алісов
- Оператор: Віктор Фрадкін
- Художники-декоратори:  Олександр Ророкін, Михайло Колбасовський
- Звукорежисер: Віталій Шмелькін
- Монтаж: Людмила Раєва
- Художник-постановник:  Ідріс Карсакбаєв
- Художник по костюму:  Валентин Перельотов
- Композитор:  Еркегалі Рахмадієв
- Директор фільму: Зет Бошаєв